# Diplacrum
Diplacrum es un género de plantas herbáceas  pertenecientes a la familia de las ciperáceas.   Comprende 15 especies descritas y de estas, solo 9 aceptadas.

## Descripción
Son plantas anuales o perennes de talla corta y mediana, cespitosas o estoloníferas; raíces fibrosas. Tallos trígonos, acostillados, lisos, foliosos y en su mayoría cubiertos por las vainas. Hojas basales y caulinares, subdísticas, aplanadas, glabras, la costilla media algo prominente en el envés, lisas o en los márgenes antrorsamente escabriúsculas hacia la punta; vainas generalmente truncadas y nervosas al abrirse, sin contralígula. Inflorescencia comprendiendo cabezuelas sésiles o cortamente pedunculadas, de espiguillas unisexuales, traslapadas en los nudos; brácteas foliiformes, tan largas como las hojas basales o más largas que ellas. Espiguilla pistilada de un par de glumas inconspicuamente carinadas o alado-carinadas, diminutamente 3-dentadas en el ápice; estigmas 3; hipoginio superficialmente lobado o discoide-triangular, blanco, esponjoso. Espiguillas estaminadas laterales, en las axilas de bractéolas, abajo de las espiguillas pistiladas; estambres 1-3. Aquenios globosos a elipsoides, subtriquetros, verticalmente acostillados, punteado reticulados o lisos, blancos o grisáceos.

## Taxonomía
El género fue descrito por Robert Brown y publicado en Prodromus Florae Novae Hollandiae 240. 1810. La especie tipo es: Diplacrum caricinum R.Br.

## Especies aceptadas
A continuación se brinda un listado de las especies del género Diplacrum aceptadas hasta febrero de 2014, ordenadas alfabéticamente. Para cada una se indica el nombre binomial seguido del autor, abreviado según las convenciones y usos.
- Diplacrum africanum (Benth.) C.B.Clarke in T.A.Durand & H.Schinz
- Diplacrum capitatum (Willd.) Boeckeler
- Diplacrum caricinum R.Br.
- Diplacrum exiguum (J.Kern) T.Koyama
- Diplacrum guianense (Nees) T.Koyama
- Diplacrum mitracarpoides (Standl. & L.O.Williams) C.D.Adams
- Diplacrum pygmaeopsis (J.Kern) T.Koyama
- Diplacrum pygmaeum (R.Br.) Nees ex Boeckeler
- Diplacrum reticulatum Holttum